# Список глав государств в 228 году до н. э.
| 229 до н. э. ← Список глав государств по годам → 227 до н. э. |

## Азия
- Анурадхапура — Сена и Гуттика, цари (237 до н. э. — 215 до н. э.)
- Аулак — Ан Зыонг-выонг, князь (257 до н. э. — 207 до н. э.)
- Вифиния :
  - Зиэл, царь (254 до н. э. — 228 до н. э.)
  - Прусий I, царь (228 до н. э. — 182 до н. э.)
- Греко-Бактрийское царство  — Диодот II, царь (ок. 235 до н. э. — ок. 225 до н. э.)
- Иберия — Саурмаг I, царь (234 до н. э. — 159 до н. э.)
- Каппадокия — Ариарат III, царь (230 до н. э. — 220 до н. э.)
- Китай (Период Сражающихся царств) : 
  - Вэй :
    - Цзинмин (Вэй Ву), ван (243 до н. э. — 228 до н. э.)
    - Цзя, ван (228 до н. э. — 225 до н. э.)

  - Ци — Цзянь (Тянь Цзянь), ван (264 до н. э. — 221 до н. э.)
  - Цинь — Цинь Шихуанди (Ин Чжэн), ван (246 до н. э. — 221 до н. э.)
  - Чжао — Юмю (Чжао Кян), ван (235 до н. э. — 228 до н. э.)
  - Чу :
    - Ю (Сюн Хань), ван (237 до н. э. — 228 до н. э.)
    - Ай (Сюн Ю), ван (228 до н. э.)

  - Янь — Си (Цзи Си), ван (255 до н. э. — 222 до н. э.)
- Корея:
  - Пуё — Хэмосу, тхандже (239 до н. э. — 195 до н. э.)
- Маурьев империя — Дашаратха, император (232 до н. э. — 224 до н. э.)
- Парфия — Аршак I, царь (ок. 247 до н. э. — ок. 217 до н. э.)
- Пергамское царство — Аттал I Сотер, царь (238 до н. э. — 197 до н. э.)
- Понтийское царство — Митридат II, царь (ок. 250 до н. э. — ок. 220 до н. э.)
- Селевкидов государство — Селевк II Каллиник, царь (246 до н. э. — 225 до н. э.)
- Софенское царство :
  - Аршам, царь (243 до н. э./240 до н. э. — 228 до н. э.)
  - Ксеркс, царь (228 до н. э. — 212 до н. э.)
- Япония — Корэй, тэнно (император) (290 до н. э. — 215 до н. э.)

## Африка
- Египет — Птолемей III Эвергет, царь (246 до н. э. — 222 до н. э.)
- Мероитское царство (Куш) — Аркамани II, царь (ок. 248 до н. э. — ок. 220 до н. э.)
- Нумидия —  Гала, царь Восточной Нумидии  (ок. 250 до н. э. — 207 до н. э.)

## Европа
- Афины :
  - Гелиодор, архонт (229 до н. э. — 228 до н. э.)
  - Леохар, архонт (228 до н. э. — 227 до н. э.)
- Ахейский союз: 
  - Арат Сикионский, стратег (245 до н. э. — 244 до н. э., 243 до н. э. — 242 до н. э., 241 до н. э. — 240 до н. э., 239 до н. э. — 238 до н. э., 237 до н. э. — 236 до н. э., 235 до н. э. — 234 до н. э., 233 до н. э. — 232 до н. э., 231 до н. э. — 230 до н. э., 229 до н. э. — 228 до н. э., 227 до н. э. — 226 до н. э., 225 до н. э. — 224 до н. э., 223 до н. э. — 222 до н. э., 220 до н. э. — 219 до н. э., 217 до н. э. — 216 до н. э., 215 до н. э. — 214 до н. э.)
  - Аристомах, стратег (228 до н. э. — 227 до н. э.)
- Боспорское царство — Левкон II, царь (ок. 240 до н. э. — ок. 220 до н. э.)
- Дарданское королевство[англ.] — Лонгар, царь[англ.] (ок. 231 до н. э. — ок. 206 до н. э.)
- Ирландия — Рудрайге мак Ситриги[англ.], верховный король (289 до н. э. — 219 до н. э.) [1]
- Македонское царство — Антигон III Досон, царь (229 до н. э. — 221 до н. э.)
- Одрисское царство (Фракия) — Рескупорид I, царь (240 до н. э. — 215 до н. э.)
- Римская республика:
  - Спурий Карвилий Максим Руга, консул (234 год до н. э., 228 год до н. э.)
  - Квинт Фабий Максим Кунктатор, консул (233 год до н. э., 228 год до н. э., 214 год до н. э., 209 год до н. э.)
- Сиракузы:
  - Гиерон II, царь (270 до н. э./269 до н. э. — 215 до н. э.)
  - Гелон II, царь (240 до н. э. — 215 до н. э.)
- Спарта:
  - Клеомен III, царь (235 до н. э. — 221 до н. э.)
  - Эвридамид, царь (241 до н. э. — 228 до н. э.)
  - Архидам V, царь (228 до н. э. — 227 до н. э.)

## Галерея

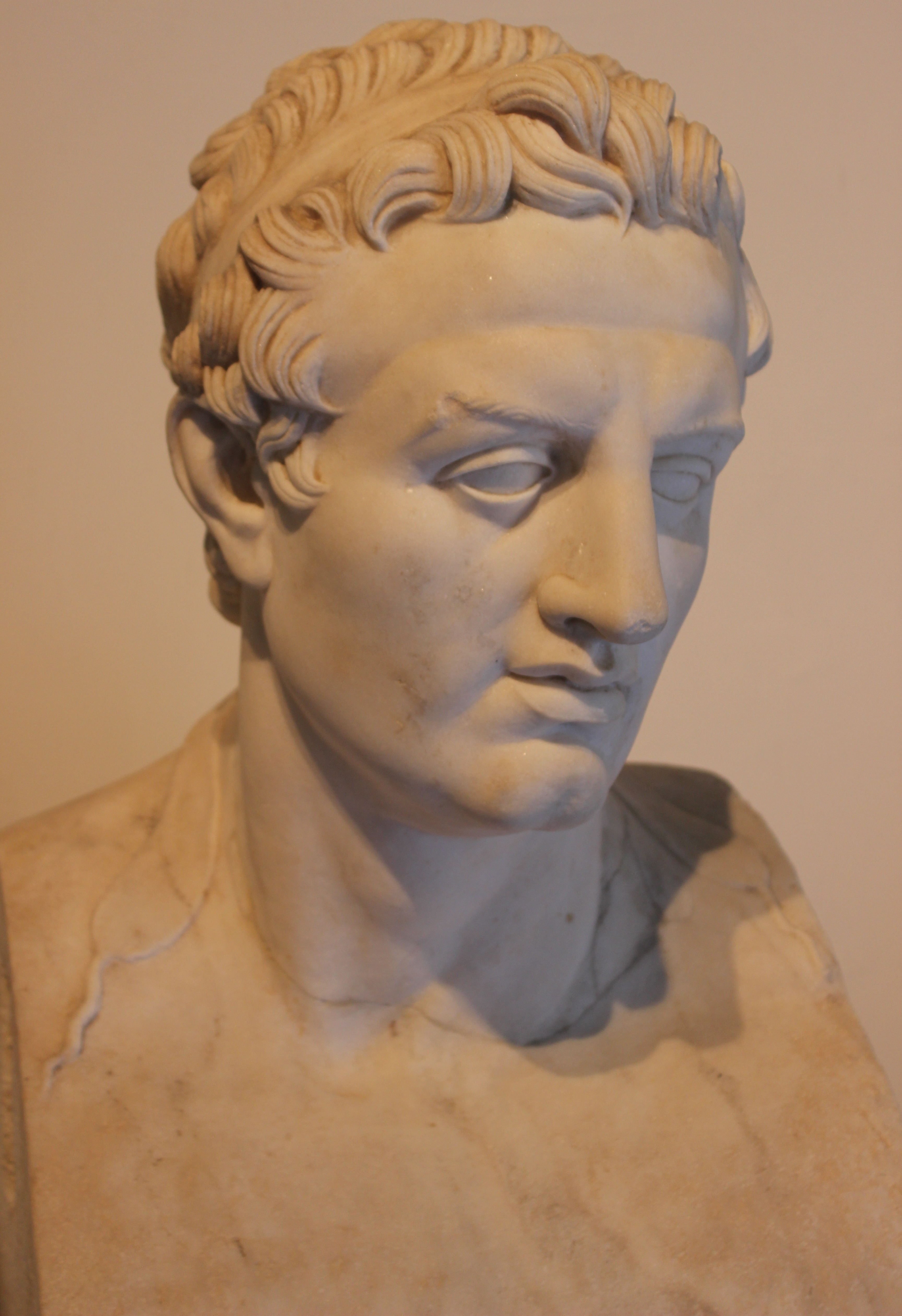
Птолемей III Эвергет 246 до н.э.—222 до н.э. Царь Египта
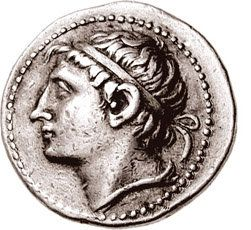
Клеомен III 235 до н.э.—221 до н.э. Царь Спарты
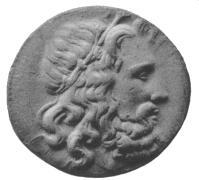
Антигон III Досон 229 до н.э.—221 до н.э. Царь Македонии
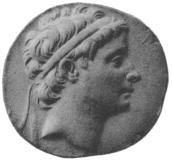
Селевк II Каллиник 246 до н.э.—225 до н.э. Царь государства Селевкидов
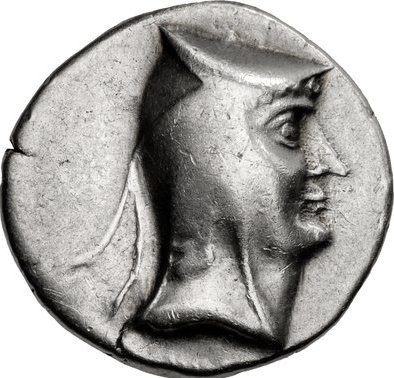
Аршак I 247 до н.э.—217 до н.э. Царь Парфии
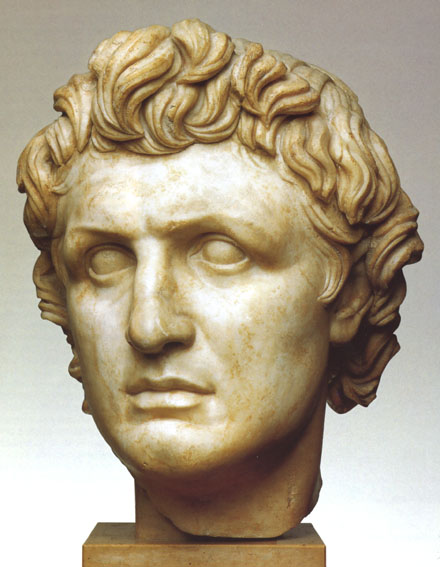
Аттал I Сотер 238 до н.э.—197 до н.э. Царь Пергама
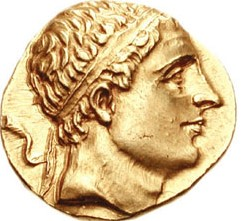
Диодот II 235 до н.э.—225 до н.э. Греко-бактрийский царь
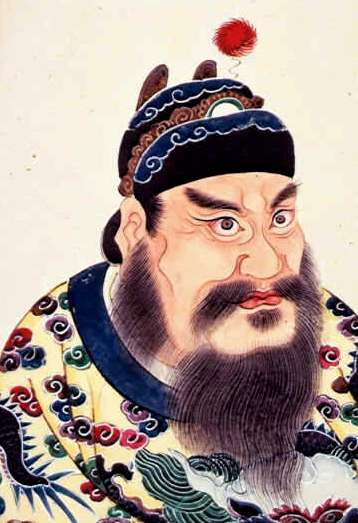
Цинь Шихуанди 246 до н.э.—221 до н.э. Ван царства Цинь
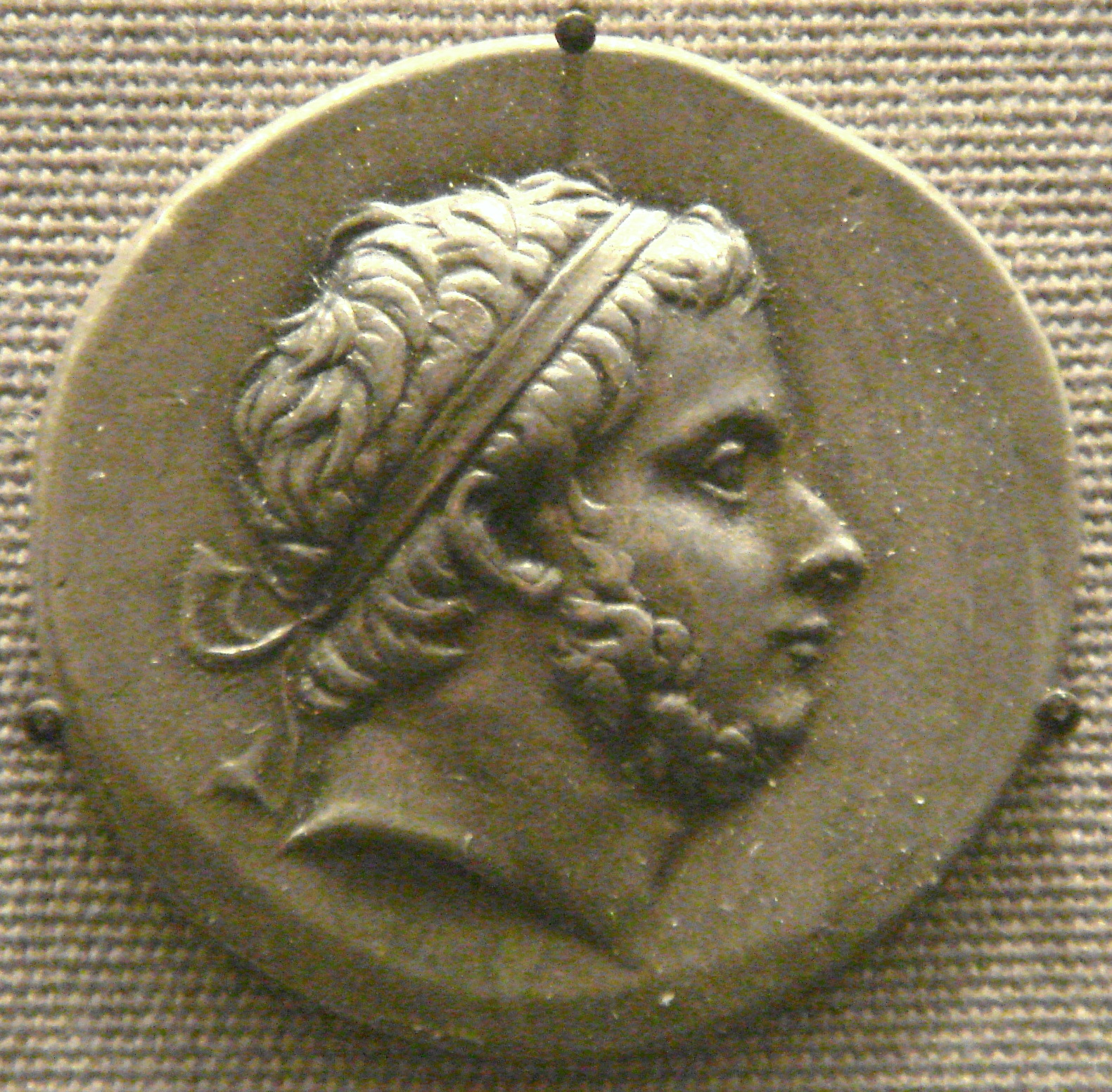
Прусий I 228 до н.э.—182 до н.э. Царь Вифинии
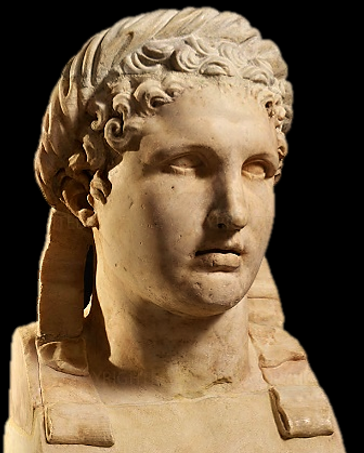
Гиерон II 270/269 до н.э.—215 до н.э. Царь Сиракуз
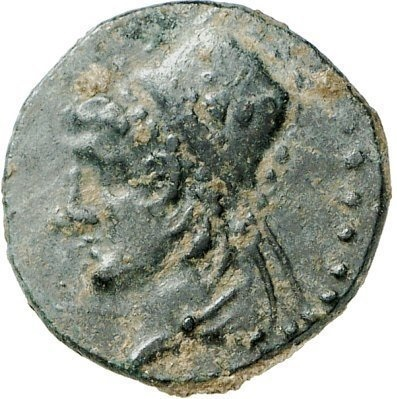
Аршам 243/240 до н.э.—228 до н.э. Царь Софены
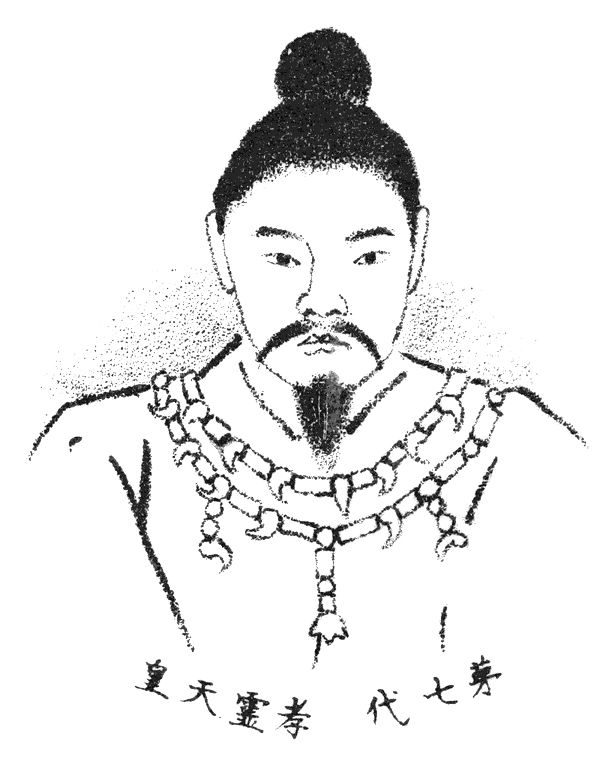
Корэй 290 до н.э.—215 до н.э. Император Японии